# Rimessa

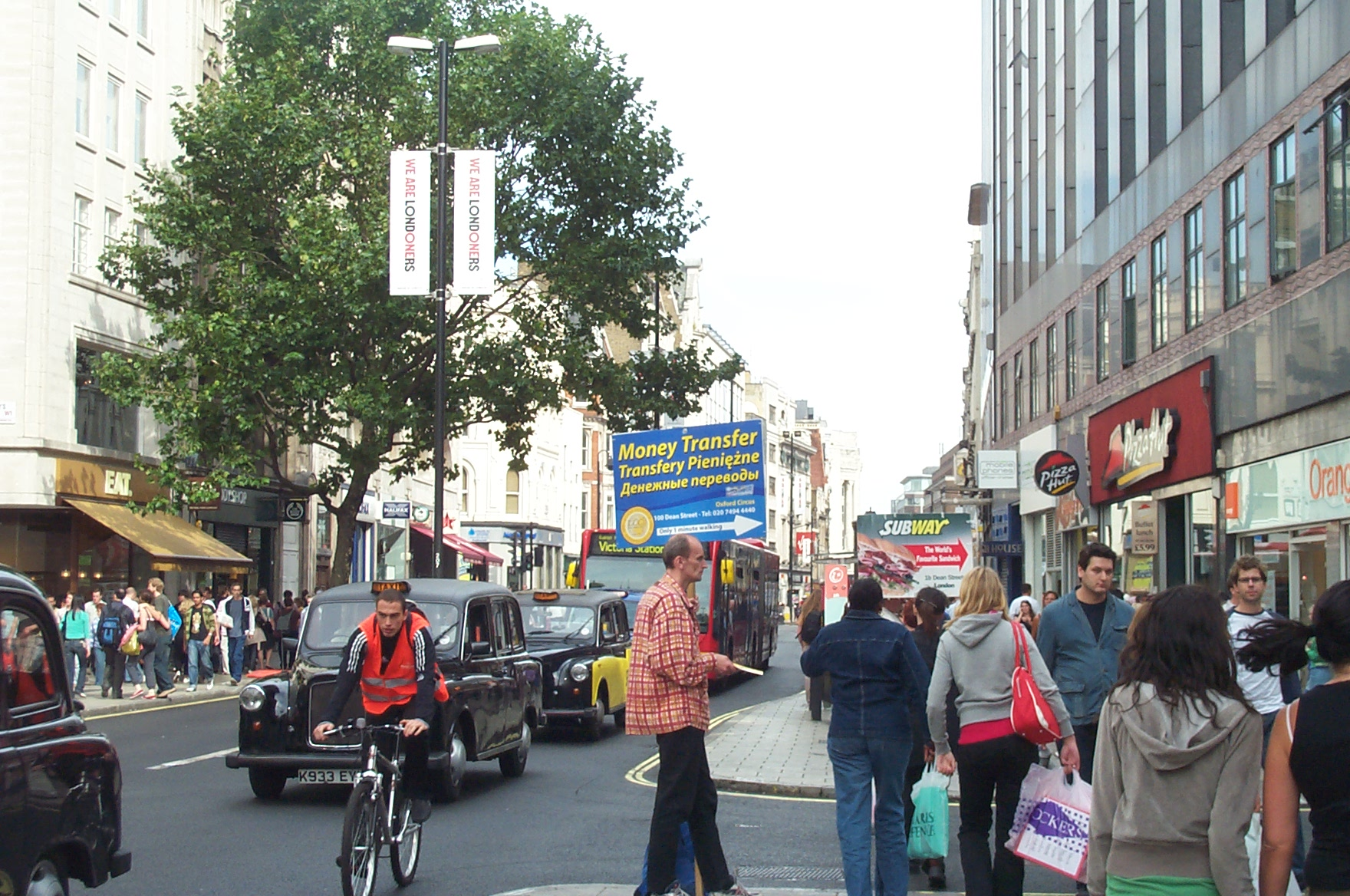
Cartellonistica stradale per servizi di rimesse in polacco e russo a Londra, in Oxford Street,

La rimessa estera è un trasferimento unilaterale di denaro verso l'estero, effettuato da un lavoratore straniero a beneficio di un altro individuo residente nel suo paese di origine (in genere familiari, parenti, o amici).
Dal complesso di questi comportamenti individuali emerge un fenomeno economico-finanziario di notevoli dimensioni su scala planetaria. All'interno di questo flusso di denaro, un ruolo importante è svolto dalle rimesse che sono dirette a residenti nei paesi in via di sviluppo: le somme inviate in patria dai migranti costituiscono, insieme agli aiuti internazionali, uno dei più grandi flussi finanziari verso i paesi in via di sviluppo. Nel 2013, ad esempio, secondo il report annuale della Banca Mondiale, il flusso di rimesse verso i paesi in via di sviluppo ha raggiunto la cifra record di 404 miliardi di dollari statunitensi, all'interno del flusso globale di rimesse che assommava, nel 2013, a 542 miliardi di dollari.
Studiosi e ricercatori non sono concordi nel valutare l'impatto di tali flussi su questioni economiche e geopolitiche, come la crescita economica globale, lo sviluppo economico, e la riduzione della povertà. Tuttavia, è stato notato come il trasferimento di rimesse produca l'effetto d’indirizzare i soggetti beneficiari all'utilizzo dei servizi finanziari disponibili in loco, il che rende la leva delle rimesse un promotore dello sviluppo economico.

## Importanza

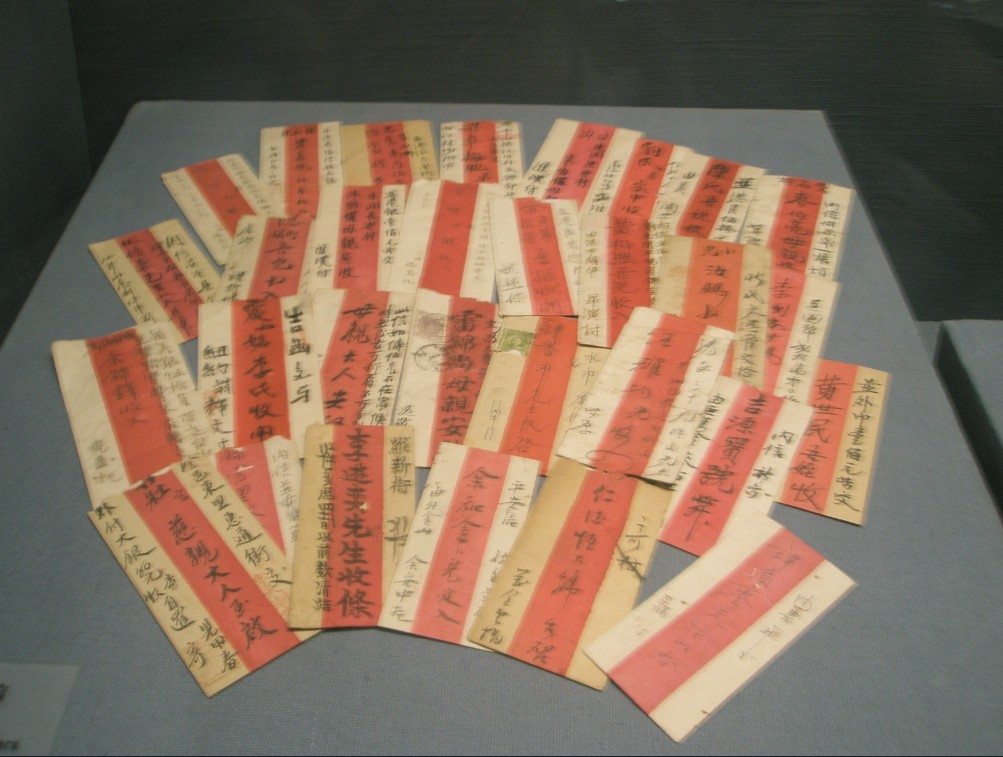
Rimesse dei cinesi d'oltremare

Le rimesse in denaro giocano un ruolo crescente nelle economie di molti paesi, contribuendo alla crescita economica e al sostentamento economico delle persone meno abbienti (in genere, però, i destinatari delle rimesse non sono gli "ultimi" tra i poveri). Secondo stime della Banca Mondiale, le rimesse del 2009 ammontavano a 414 miliardi di dollari, di cui 316 miliardi dirette a paesi in via di sviluppo, col coinvolgimento di 192 milioni di lavoratori migranti. Per alcuni specifici paesi destinatari, le rimesse possono arrivare a rappresentare un terzo del PIL. Poiché i percettori di queste somme hanno una più alta propensione all'attivazione di servizi bancari, le rimesse finiscono per promuovere l'accesso a servizi finanziari sia per chi invia, sia per chi ne beneficia, un aspetto essenziale nella capacità della leva finanziaria delle rimesse nel promuovere lo sviluppo economico. Secondo alcuni studiosi di scienze sociali, le rimesse hanno ripercussioni sociali che vanno ben oltre la dimensione meramente finanziaria.
Le rimesse hanno anche un effetto significativo sullo sviluppo di aziende e startup che operano nel campo del trasferimento fondi nel paese di origine dei trasferimenti. Negli Stati Uniti, ad esempio, la competizione crescente nel mercato ha prodotto un calo significativo nelle commissioni dovute in contropartita agli operatori, mentre un fenomeno analogo si è registrato nell'economia europea. Grazie al volume crescente delle rimesse, il mercato dei trasferimenti internazionali è divenuto molto appetibile e competitivo, soprattutto dopo l'ingresso con successo, sul mercato, di operatori come Wise, Dwolla, TransferGo.
La Banca Mondiale e la Banca dei regolamenti internazionali hanno definito e sviluppato standard internazionali per i servizi di rimessa.
Nel 2004, durante il trentesimo summit del G8, tenutosi a Sea Island, si è deciso di assumere iniziative per ridurre i costi per i lavoratori migranti che inviano denaro a parenti e amici nel loro paese di origine. Alla luce di questo, alcune organizzazioni governative dedite allo sviluppo, appartenenti a nazioni facenti parte del G8 (ad esempio, il Department for International Development-DFID del governo britannico e la United States Agency for International Development-USAID del governo americano) hanno cominciato a riflettere sui modi con cui sia possibile ridurre i costi.
Nel mese di settembre 2008, la Banca mondiale ha creato il primo database internazionale dei prezzi delle rimesse, il Remittance Prices Worldwide Database, che fornisce dati su come mandare e ricevere rimesse su 200 "direttrici internazionali". L'esame di questi "corridoi" prende in considerazione i 32 principali paesi emittenti e gli 89 che ne ricevono i flussi, realizzando un quadro che dà conto per più del 60% del totale delle rimesse destinate ai paesi in via di sviluppo. La pubblicazione del Remittance Prices Worldwide Database che ne è scaturita serve a 4 scopi principali: 
- miglioramenti nel benchmarking
- permettere confronti tra i vari paesi;
- aiutare le scelte dei consumatori;
- esercitare una pressione sui fornitori di servizio affinché migliorino i loro servizi[11].

Durante il 35º vertice tenutosi nel luglio 2009 a l'Aquila, gli stati e i capi dei governi del G8 hanno approvato l'obiettivo di ridurre i costi dei servizi di rimessa del 5% in 5 anni. Per spingere i prezzi al ribasso, la Banca mondiale ha iniziato a certificare database regionali e nazionali che usano una metodologia coerente per confrontare il costo di invio delle rimesse.
Al summit del G20 tenutosi a Cannes nel 2011, Bill Gates ha affermato che "se i costi di transazione sulle rimesse fossero tagliati, a livello globale, a circa il 5% rispetto all'attuale media del 10%, [...] si libererebbero risorse per 15 miliardi di dollari nei paesi poveri" Un certo numero di servizi online low-cost come Azimo sono emersi proprio con l'obiettivo di abbassare i costi del trasferimento di denaro verso i paesi emergenti e in via di sviluppo.

## Panoramica

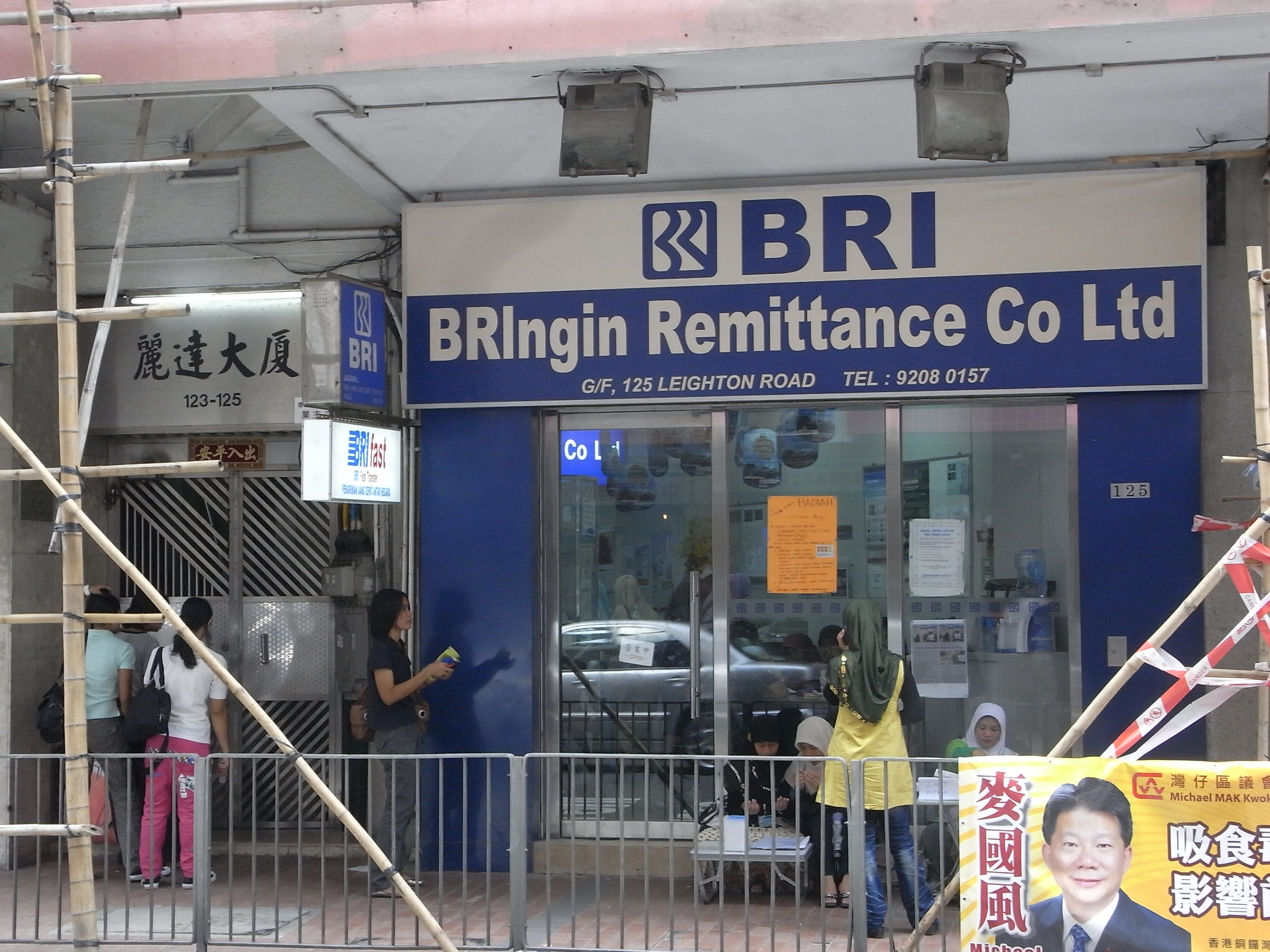
Tipico esercizio per rimesse estere a Hong Kong, in Leighton Road

Il fenomeno delle rimesse non appartiene al solo mondo globalizzato, ma risale piuttosto indietro nel tempo, avendo sempre accompagnato le vicende migratorie e demografiche che hanno sempre fatto parte della storia umana. Molte economie di stati europei, come Spagna, Italia, e Irlanda, hanno fatto grande affidamento, nel XIX e XX secolo, sulle rimesse prodotte dai loro emigranti (molti dei quali stabilitisi negli Stati Uniti d'America). Per fare un esempio, nella Spagna del 1946 le rimesse estere davano conto di ben il 21% del bilancio delle partite correnti. Tutti questi paesi crearono apposite linee guida sulle rimesse, sviluppate dopo significativi sforzi di ricerca nel campo. Fu l'Italia, nel 1901, ad esempio, il primo paese del mondo a promulgare una legge che introduceva nell'ordinamento civile delle norme a protezione delle rimesse, mentre la Spagna è stato la prima nazione del mondo a sottoscrivere un trattato internazionale (con l'Argentina, nel 1960) per ridurre il costo delle transazioni sulle rimesse in entrata.
A partire dal 2000, le rimesse hanno conosciuto un aumento notevolissimo a livello mondiale, arrivando a triplicare il proprio volume nel 2012, anno in cui i flussi si sono attestati su una cifra 529 miliardi di dollari americani. Nel 2012, i soli migranti dall'India e dalla Cina hanno inviato più di $130 miliardi verso i loro paesi d'origine
Nel 2021, secondo la Banca Mondiale, i trasferimenti totali dalla Francia ai paesi africani hanno raggiunto quasi 9 miliardi di dollari.

### Principali paesi emissari
Per quanto riguarda la provenienza dei flussi, in base ai dati disponibili, gli Stati Uniti sono stati la principale fonte di rimesse per tutti gli anni a partire dal 1983, quando ha scavalcato in graduatoria l'Arabia Saudita. Federazione Russa e Svizzera, sono quelli che seguono immediatamente, per volume dei flussi di rimesse in uscita, a partire dal 2007.

### Principali paesi destinatari
Quella che segue è la lista dei paesi che risultano, al 2013, i 17 maggiori beneficiari di rimesse estere, secondo dati forniti dalla Banca Mondiale (nota bene: le posizioni in graduatoria sono valide solo per l'ultimo anno riportato in tabella. Nella tabella, infatti, non sono riportati paesi che, come la Polonia, apparivano tra le prime 17 posizioni ma ne sono usciti nel 2013).
| Paese      | Rimesse 2009 | Rimesse 2010 | Rimesse 2011 | Rimesse 2012 | Rimesse 2013 | Rimesse 2014 | Rimesse 2015 | Rimesse 2016 |
| ---------- | ------------ | ------------ | ------------ | ------------ | ------------ | ------------ | ------------ | ------------ |
| India      | 49,20        | 53,48        | 62,50        | 68,82        | 69,97        | 70,97        | 72,20        | 69           |
| Cina       | 41,60        | 52,46        | 61,58        | 57,99        | 59,49        | 61,49        | 63,90        | 65,2         |
| Filippine  | 19,96        | 21,56        | 23,05        | 24,61        | 26,70        | 27,90        | 29,80        | 29,1         |
| Francia    | 16,06        | 19,46        | 22,56        | 22,05        | 23,34        | 23,94        | 24,60        | 20,2         |
| Messico    | 22,08        | 22,08        | 23,59        | 23,37        | 23,02        | 24,50        | 25,70        | 28,1         |
| Nigeria    | 18,37        | 19,82        | 20,62        | 20,63        | 20,89        | 20,88        | 20,89        | 20,0         |
| Egitto     | 7,15         | 12,45        | 14,32        | 19,24        | 17,83        | 19,83        | 20,40        | 18.4         |
| Germania   | 12,34        | 12,79        | 14,52        | 15,14        | 15,20        | 16,60        | 17,50        | 17,6         |
| Pakistan   | 8,72         | 9,69         | 12,26        | 14,01        | 14,63        | 17,80        | 20,10        | 20,3         |
| Bangladesh | 10,74        | 11,28        | 12,96        | 14,24        | 13,86        | 15,10        | 15,80        | 14,9         |
| Belgio     | 10,44        | 10,29        | 10,98        | 10,16        | 11,11        | 11,11        | 11,10        | 11,20        |
| Vietnam    | 6,02         | 8,26         | 8,60         | 10,00        | 11,00        | 11,80        | 12,30        | 13,4         |
| Ucraina    | 5,94         | 6,54         | 7,82         | 8,45         | 7,67         | 8,45         | 6,20         | 6,1          |
| Spagna     | 8,95         | 9,10         | 9,92         | 9,66         | 9,58         | 10,10        | 10,50        | 10,4         |
| Indonesia  | 6,79         | 6,92         | 6,92         | 7,21         | 7,62         | 8,66         | 10,51        | 9,8          |

#### Incidenza sul Prodotto nazionale lordo (PNL)
Diversa è la situazione se, invece del valore assoluto dei trasferimenti in denaro provenienti dall'estero, si considera l'incidenza relativa delle rimesse sulla composizione del Prodotto nazionale lordo. In base alla percentuale di tali flussi sul PNL, la classifica dei principali beneficiari, secondo dati 2012 e 2013 (fonte Banca Mondiale), risulta essere la seguente:
| Paese        | Incidenza |
| ------------ | --------- |
| Tagikistan   | 51,9%     |
| Kirghizistan | 31,4%     |
| Nepal        | 24,7%     |
| Moldavia     | 24,6%     |
| Samoa        | 23,5%     |
| Lesotho      | 22,6%     |
| Armenia      | 21,4%     |
| Haiti        | 20,6%     |
| Liberia      | 20,4%     |

| Paese        | Incidenza |
| ------------ | --------- |
| Tagikistan   | 42,1%     |
| Kirghizistan | 31,5%     |
| Nepal        | 28,8%     |
| Moldavia     | 24,9%     |
| Lesotho      | 24,4%     |
| Samoa        | 23,8%     |
| Haiti        | 21,1%     |
| Armenia      | 21,0%     |
| Gambia       | 19,8%     |

### Flussi riguardanti l'Italia
Per quanto riguarda l'economia italiana, la serie storica dei flussi finanziari per rimesse, in entrata e in uscita, nei vari anni, è indicata nella seguente tabella, anch'essa, come le altre, basata su dati elaborati e forniti dalla Banca Mondiale:
|            | 1983 | 1984 | 1985 | 1986 | 1987 | 1988 | 1989 | 1990 | 1991 | 1992 | 1993 | 1994 | 1995 | 1996 | 1997 | 1998 | 1999 | 2000 |
| ---------- | ---- | ---- | ---- | ---- | ---- | ---- | ---- | ---- | ---- | ---- | ---- | ---- | ---- | ---- | ---- | ---- | ---- | ---- |
| In entrata | 3,39 | 3,27 | 3,24 | 4,40 | 4,46 | 4,83 | 5,08 | 5,07 | 3,70 | 2,97 | 2,67 | 2,42 | 2,36 | 2,59 | 2,28 | 2,12 | 2,00 | 1,94 |
| In uscita  | 0,50 | 0,50 | 0,61 | 7,95 | 1,29 | 1,93 | 2,70 | 3,76 | 2,78 | 2,69 | 2,53 | 2,23 | 1,82 | 2,08 | 2,17 | 2,37 | 2,55 | 2,58 |

|            | 2001 | 2002 | 2003 | 2004 | 2005 | 2006 | 2007  | 2008  | 2009  | 2010  | 2011  | 2012  | 2013  |
| ---------- | ---- | ---- | ---- | ---- | ---- | ---- | ----- | ----- | ----- | ----- | ----- | ----- | ----- |
| In entrata | 2,27 | 2,26 | 2,14 | 2,18 | 2,32 | 2,56 | 3,06  | 5,55  | 5,22  | 6,35  | 7,03  | 7,33  | 7,47  |
| In uscita  | 2,72 | 3,58 | 4,37 | 5,51 | 7,55 | 8,35 | 11,18 | 13,06 | 12,87 | 11,58 | 13,02 | 10,75 | 10,07 |

### Benefici economici
Poiché i beneficiari di rimesse hanno un'alta propensione a essere titolari di un conto corrente bancario, il fenomeno dei flussi di rimesse dall'estero favorisce un accesso più diffuso ai servizi finanziari, sia da parte di chi invia sia da parte di chi riceve, un aspetto essenziale della capacità della leva delle rimesse di promuovere sviluppo economico.
Vi è da considerare anche un altro aspetto legato a questi movimenti finanziari, la loro stabilità anche in tempi di crisi finanziaria e di recessione economica, una caratteristica che rende questi flussi una fonte molto affidabile di risorse per i paesi in via di sviluppo. Poiché le rimesse degli emigrati, nel corso degli anni, sono inviate in maniera cumulativa, e non provengono solo dai nuovi migranti, esse sono persistenti nel tempo. Le rimesse sono spesso mandate dai cosiddetti migranti "ciclici", quei lavoratori che si muovono avanti e indietro, in modo temporaneo e ripetuto nel tempo, tra la loro patria e i paesi di accoglienza. Questi soggetti hanno il vantaggio di lavorare in contesti nazionali ad alto reddito e di inviare e utilizzare personalmente le proprie stesse rimesse nei paesi d'origine a basso reddito medio, fruendo di un beneficio finanziario.
A livello di singolo stato, quei paesi che hanno conosciuto fenomeni migratori verso destinazioni varie e differenziate hanno maggior probabilità di beneficiare di flussi costanti e sostenibili, in quanto meno influenzati dalla variabilità delle situazioni economiche dei singoli paesi di emigrazione. Da una prospettiva macroeconomica, le rimesse possono stimolare la domanda aggregata e, di conseguenza, il prodotto interno lordo e la crescita economica.
Tuttavia, ricerche basate su dati macroeconomici del Messico negli anni 2003-2007 indicano che le rimesse possono sortire anche effetti macroeconomici negativi, quali degli incrementi nella disuguaglianza dei redditi e una riduzione dell'offerta di lavoro da parte di chi beneficia di tali entrate.
Uno studio del 2011, commissionato dal Fondo monetario internazionale, ha sviluppato un modello di crescita economica a lungo termine per il caso particolare di un paese esportatore di manodopera che riceva, per vari motivi, grandi flussi di redditi dall'estero (somme dovute alle rimesse, investimenti provenienti dall'estero, e aiuti e trasferimenti governativi in genere) da grandi economie esportatrici di petrolio. I benefici economici prodotti a lungo termine dalle entrate estere sono stati valutati usando i dati disponibili per la Giordania.

### Benefici in situazioni di emergenza
In occorrenza di catastrofi ed emergenze umanitarie di varia natura, le rimesse possono essere una fonte vitale di entrate per popolazioni le cui forme di sostentamento possono essere distrutte, o colpite in modo grave, da conflitti o disastri naturali.
Secondo uno studio compiuto dall'Overseas Development Institute, un think tank indipendente con sede a Londra, questo effetto viene riconosciuto come sempre più importante dagli attori che agiscono nel campo degli aiuti umanitari nel prendere in considerazione quali siano i modi migliori, in risposta alle emergenze, per dare sostegno alle popolazioni colpite.

### Possibili timori per la sicurezza internazionale
Il crescente impegno, coordinato a livello internazionale, per rimuovere possibili fonti di riciclaggio del denaro, o di finanziamento del terrorismo, ha fatto crescere l'onere per l'invio di rimesse, aumentando i costi, in modo diretto, per le aziende di invio di denaro e, per via indiretta, anche quelli gravanti sui soggetti che inviano il denaro. Quale effetto di questa situazione si ha che, in alcune direttrici, una quantità considerevole di rimesse ha preso canali informali (legami familiari, amici in viaggio, prestatori di denaro locali, ecc.).
Secondo la Banca mondiale, alcuni paesi non forniscono i dati delle rimesse. Inoltre, quando pure i dati sono disponibili, non vengono rese pubbliche le metodologie usate dai vari stati per la compilazione dei dati sulle rimesse. Una rilevazione statistica mondiale del 2010, compiuta sulle banche centrali, ha trovato significative differenze nella qualità dei sistemi di raccolta dati da paese a paese: alcune banche centrali usavano solo dati provenienti dalle banche commerciali, trascurando di tener conto dei flussi che transitavano dagli uffici postali o passavano attraverso gli operatori professionali di trasferimento denaro
Le rimesse sono di difficile tracciabilità e, pertanto, suscettibili di preoccupazioni sui rischi che dietro i flussi possano nascondersi operazioni di riciclaggio del denaro o di finanziamento del terrorismo. Dopo gli attentati dell'11 settembre 2001, molti governi e la FATF (Financial Action Task Force on Money Laundering) hanno mosso alcuni passi per affrontare le criticità dei canali informali di trasferimento fondi. Questo viene realizzato, a livello nazionale, attraverso le Financial Intelligence Units (FIUs). Le principali iniziative legislative in quest'area sono il Titolo III del PATRIOT Act per gli Stati Uniti d'America, e, nell'Unione europea, una serie di direttive europee antiriciclaggio. Sebbene nessun rischio terroristico possa essere associato all'invio di denaro dai migranti alle loro famiglie d'origine, gli abusi e gli usi distorti del sistema finanziario rimangono fonte di preoccupazione da parte dei governi e oggetto di azione legislativa.